# Savanne (landschap)

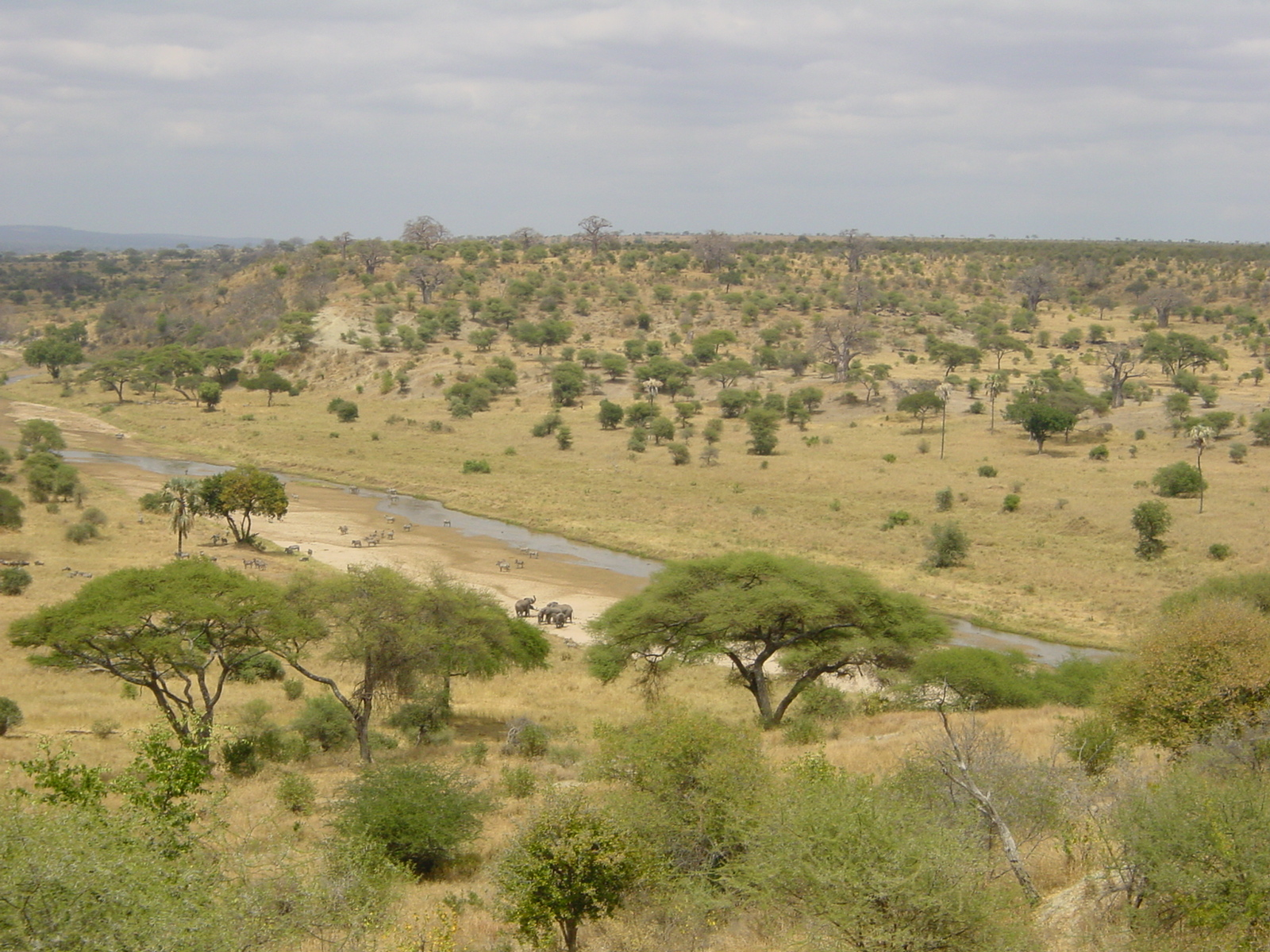
Savanne in Tarangire National Park in Tanzania

Een savanne is een tropisch of subtropisch graslandschap met verspreid voorkomende bomengroei. In een savanne is gras de overheersende begroeiing, gemengd met kruidachtige planten. Vergelijkbare landschappen in de gematigde zone worden doorgaans aangeduid met andere namen: steppe, pampa, prairie, bossteppe, poesta, toendra of woestijnsteppe.
Een savanneklimaat kenmerkt zich door het hele jaar door een vrij hoge tot hoge temperatuur van ten minste 18°C en een  afwisselend nat en droog seizoen. De neerslag bedraagt 500 tot 1500 mm per jaar, wat in gematigde streken voldoende zou zijn voor een gesloten bos, maar niet in tropische en subtropische gebieden met hun veel hogere verdamping. 
Het woord "savanne" is afkomstig uit Zuid-Amerika, maar wordt het meest gebruikt voor de savannes van Afrika. De Afrikaanse savanne kent een grote verscheidenheid aan grote zoogdieren, waaronder olifanten, neushoorns, leeuwen, kafferbuffels, giraffen en talloze soorten antilopen. Typische bomen van de Afrikaanse savanne zijn de Afrikaanse baobab en de acacia.
Het woord "savanne" wordt ook wel gebruikt voor de savannes van Australië en India. De Indiase savanne is – vanwege de grote bevolkingsdichtheid van het subcontinent – grotendeels omgezet in akkerland. Ook het zuidwesten van Yucatán (Mexico) kent een savanneklimaat. De savannes van Venezuela worden doorgaans llanos genoemd, die van Brazilië cerrado.
In dierentuinen, zoals in Nederland in Burgers' Zoo en in GaiaZOO, zijn ook 'savannes' aangelegd.
Er kunnen drie verschillende typen savannes worden onderscheiden: vochtige, droge en doornstruweelsavannes:
| Voorkomen en milieufactoren | Typen savannes | Typen savannes                      | Typen savannes                           |
| Voorkomen en milieufactoren | Vochtige savanne | Droge savanne                       | Doornstruweelsavanne                     |
| --------------------------- | --- | ----------------------------------- | ---------------------------------------- |
| Voorkomen                   | Afrika, Azië, India, Australië, Zuid-Amerika, Suriname                                                                                        | Afrika, Azië, Australië             | Afrika, Azië, Zuid-Amerika, Mexico       |
| Klimaat, neerslagperiode    | 7–8 maanden met neerslag | 4,5–7 maanden met neerslag          | 2–4 maanden met neerslag                 |
| Jaarlijkse neerslag         | 1000–1500 mm | 500–1000 mm                         | 250–500 mm                               |
| Plantengroei                | Het hele jaar door tot 2 m hoge groene grassen, open bos van de vochtige savanne, galerijbossen langs de rivieren, akkerbouw zonder irrigatie | Borsthoge grassen, verspreide bomen | Tot 30 cm hoge grassen, doornig struweel |

## Savanne in Suriname

### Savannes in het binnenland

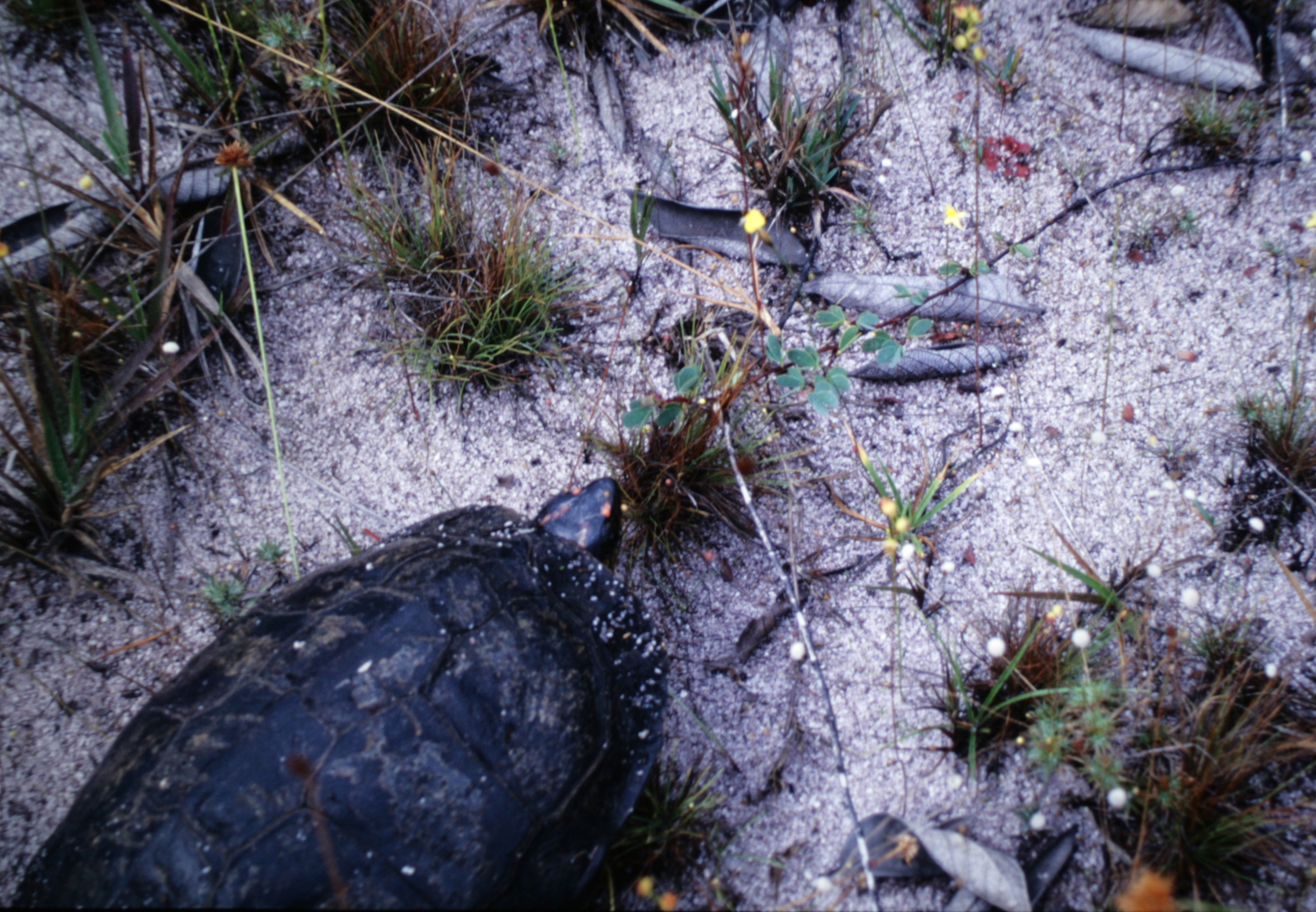
Bodem bij Jodensavanne.

In Suriname komen zowel in het noordelijk laagland als in de meer heuvelachtige terreinen van het binnenland savannegebieden voor. De savannes van Suriname hebben hoogstwaarschijnlijk hun oorsprong te danken aan het savanneklimaat dat daar tot 10.000 jaar geleden heerste. Het huidige ecosysteem van de savannes in Suriname verandert door menselijke activiteiten zoals zandafgravingen.
Savannes beslaan ongeveer 1% van het Surinaams landschap. Er zijn drie gebieden in Suriname die door de aanwezigheid van savannes gekenmerkt worden:
- De bijna oost-west verlopende zone waar de Coesewijne dagzoomt, met een aansluitend deel van de Oude Kustvlakte in het gebied van Moengo en Albina in het oosten. Deze zich dwars over geheel Suriname uitstrekkende gordel wordt ook wel de savannegordel genoemd.
- Een zone gelegen ten zuiden van de hierboven genoemde "savannegordel" tussen Kwakoegron en het Brokopondostuwmeer.
- Een uitgestrekt terrein in het bovenstroomse deel van de Sipaliwini. Deze savannes zetten zich voort op Braziliaans gebied.

Op zandsteen, op granietlagen en op lateriet komen hier en daar kleinere, meer of minder lokaal optredende savannes voor.
Savannes kunnen geclassificeerd worden op grond van de begroeiing, waaronder vegetatie uit de grassenfamilie, savannestruweel en savannebos. Dat laatste onderscheidt zich door de hogere en dichtere vegetatie. Ongeveer een vijfde deel van de bekende plantensoorten van Suriname komt in deze gebieden voor. Op grond van de gesteldheid van de bodem worden savannes ingedeeld in klei-, bruin- en witzand en rotssavannes.